# 灵光寺琉璃塔
灵光寺琉璃塔位于山西省临汾市襄汾县邓庄镇北梁村西。灵光寺创建于唐永徽三年（652年），金代皇统年间重建。
清代康熙三十四年（1695年）夏临汾大地震时，寺庙大半被毁，仅存佛法二殿，十三层宝塔仅存七级。1948年临汾战役时，寺庙被毁，木料用于攻城。1958年汾河泛滥，寺庙遗址掩埋于泥沙之下，现为耕地。现存砖塔七级，高20余米，为八角形，仿木构形式。
1984年9月，仅存的砖塔公布为襄汾县文物保护单位。2013年3月5日，灵光寺琉璃塔公布为第七批全国重点文物保护单位。2020年琉璃塔进行修复。